# صدمة نقص حجم الدم
صدمة نقص حجم الدم(بالإنجليزية: Hypovolemic shock)‏ هي إحدى حالات الطوارئ الطبية وشكل متقدم من أشكال نقص حجم الدم الناتج عن عدم وجود كمية كافية من الدم و/أو السوائل داخل جسم الإنسان للسماح للقلب بضخ كمية كافية من الدم للجسم. وبشكل أكثر تحديدًا، تحدث صدمة نقص حجم الدم عندما تنقص بلازما الدم إلى نقطة لا يستطيع فيها الجهاز القلبي الوعائي المعاوضة بعدها. قد تنتج صدمة نقص حجم الدم عن التجفاف الشديد من خلال مجموعة متنوعة من الآليات أو عن النزف.
ينقص حجم الدم بشدة وتنقص التروية المحيطية عند الأشخاص الذين يعانون من صدمة نقص حجم الدم. إذا تركت الحالة دون علاج، يمكن أن تصاب الأعضاء الحيوية عند هؤلاء المرضى بنقص تروية، مما يؤدي إلى متلازمة الاختلال العضوي المتعدد.
العامل الأول الذي يجب مراعاته هو ما إذا كانت صدمة نقص حجم الدم قد نجمت عن نزف أو انكماش الحجم، لأن معرفة ذلك هي التي ستحدد طريقة العلاج. عندما تُعرف مسببات صدمة نقص حجم الدم، يجب إجراء استبدال للدم أو للسوائل المفقودة في أقرب وقت ممكن لتقليل نقص تروية الأنسجة. تشمل العوامل التي يجب مراعاتها عند استبدال السوائل المفقودة معدل استبدال السوائل ونوع السائل الذي يجب استخدامه.
الرضح هو السبب الأكثر شيوعًا للصدمة النزفية، لكن قد تتعدد الأسباب لتشمل أجهزة متعددة. نموذجيًا يكون عدم انتظام دقات القلب هو أول علامة حيوية للصدمة النزفية. بينما يحاول الجسم الحفاظ على إيصال كميات كافية من الأكسجين إلى المخ والقلب، سيقلل من الكمية التي تصل إلى الأطراف والأعضاء غير الحيوية. سيؤدي ذلك إلى برودة وتبقّع الأطراف وتأخر في زمن إعادة امتلاء الشعيرات الدموية. سيؤدي هذا التحويل في النهاية إلى تفاقم الحماض. يُعد «الثالوث القاتل» للصدمة هو الحماض، وانخفاض حرارة الجسم، والتخثر. يمكن أن يحدث اعتلال تخثر الدم الناجم عن الرضوح عند عدم تخفيف الدم أثناء الإنعاش. يرتكز إنعاش السيطرة على الأضرار على ثلاثة مبادئ: السماح بتخفيض ضغط الدم، الإنعاش المرقئ، وجراحة السيطرة على الأضرار. يهدف السماح بتخفيض ضغط الدم إلى جعل الضغط الانقباضي بقيمة 90 مم زئبق بشكل يسمح فيه بوصول دم أقل إلى الأعضاء الانتهائية (أي الأطراف) لمدة محدودة من أجل نجاح عملية الإرقاء.

## العلامات والأعراض
يمكن أن تكون أعراض صدمة نقص حجم الدم متعلقة بنقص حجم الدم، أو اختلالات الكهرل، أو اختلال توازن الحمض والقاعدة التي تصاحب الصدمة.
قد يشتكي المرضى الذين يعانون من نفاد الحجم من العطش والشد العضلي و/أو هبوط ضغط الدم الانتصابي. يمكن أن تؤدي صدمة نقص حجم الدم الشديدة إلى نقص تروية الشريان المساريقي والشريان التاجي الذي يمكن أن يسبب ألم في البطن أو الصدر. قد يميز الهياج النفسي الحركي والخمول والارتباك حدوث نقص تروية الدماغ.
يمكن حدوث جفاف في الأغشية المخاطية، ونقص في حيوية الجلد (جفافه)، وانتفاخ الوريد الوداجي، وعدم انتظام دقات القلب، وانخفاض ضغط الدم جنبًا إلى جنب مع نقص النتاج البول. يمكن للمرضى الذين يعانون من الصدمة أن يشعروا بالبرد والتعرق وأن يعانوا من الزرقة.
تشمل العلامات والأعراض المبكرة عدم انتظام دقات القلب، وشحوب الجلد الناجم عن تضيق الأوعية الدموية الناجمَين عن إطلاق الكاتيكولامينات، وانخفاض ضغط الدم الناتج عن نقص حجم الدم والذي قد يحدث بعد قصور عضلة القلب، والارتباك، والعدوان، والنعاس والغيبوبة إما بسبب نقص الأكسجة الدماغية أو الحماض. يحدث تسرع التنفس بسبب نقص الأكسجة والحماض، وينتج الضعف العام عن نقص الأكسجة والحماض أيضًا، وينتج العطش عن نقص حجم الدم ونقص النتاج البولي الناجم عن نقص التروية.
تشير زيادة الضغط الوريدي المركزي غير الطبيعية إلى انخفاض ضغط الدم أو نقص حجم الدم. ويشير عدم انتظام دقات القلب المترافق مع نقص الوارد البولي إما إلى استرواح الصدر الضاغط أو الدُكاك القلبي (الاندحاس القلبي) أو قصور القلب الذي يُعتقد أنه ينتج بشكل ثانوي عن إصابات القلب الكليلة أو أمراض القلب الإقفارية. قد يكون إجراء تخطيط ضربات القلب في مثل هذه الحالة مفيدًا في التمييز بين قصور القلب والأمراض الأخرى. يتظاهر قصور القلب بضعف في قلوصية العضلة القلبية، وقد يكون العلاج بعقار يؤثر على التقلص العضلي مثل الدوبوتامين مناسبًا.

## الأسباب
يتراوح معدل حدوث الصدمة السنوي لأي سبب مرضي من 0.3 إلى 0.7 لكل 1000 شخص، والصدمة النزفية هي النوع الأكثر شيوعًا في وحدة العناية المركزة. صدمة نقص حجم الدم هي أكثر أنواع الصدمات شيوعًا عند الأطفال، والأكثر شيوعًا بسبب مرض الإسهال في الدول النامية.
تحدث صدمة نقص حجم الدم نتيجة لفقدان الدم أو فقدان السوائل خارج الخلوية.

### فقدان الدم
الصدمة النزفية هي صدمة نقص حجم الدم الناتجة عن فقدان الدم. تعد الإصابات الناتجة عن الرضوح السبب الأكثر شيوعًا للصدمة النزفية، خاصة الرضوح الكليلة والنافذة، تليها إصابات الجهاز الهضمي العلوي والسفلي، مثل حالات النزف عبر الجهاز الهضمي. تشمل الأسباب الأخرى للصدمة النزفية النزف الناجم عن الحمل خارج الرحم، والنزف الناتج عن التدخل الجراحي، أو النزف المهبلي.
وقد وصفت جميع مصادر فقد الدم أكان الأسباب التوليدية أو الوعائية أو علاجية المنشأ، وحتى الناتجة عن إصابات المسالك البولية. قد يكون النزف خارجيًا أو داخليًا، وقد تُفقد كمية كبيرة من الدم بشكل يحدث فيه نقص في الديناميكية الدموية في الدورة الدموية في الصدر أو البطن أو خلف الصفاق. قد يحتوي الفخذ نفسه على ما يصل إلى 1 إلى 2 لتر من الدم.
من المهم جدًا تحديد والتحكم في مصدر النزف من أجل علاج الصدمة النزفية.
توضع سلسلة الأسباب الأكثر شيوعًا التي تؤدي إلى حدوث النزف الذي يسبب صدمة نقص حجم الدم بحسب تكرراتها: الرضوح الكليلة أو النافذة بما في ذلك الكسور المتعددة التي تصاب فيها الأوعية، أو نزف الجهاز الهضمي العلوي، مثل حالات نزف الدوالي أو القرحة الهضمية، أو نزف الجهاز الهضمي السفلي  مثل نزف الرتوج أو نزف التشوهات الشريانية الوريدية.
إضافة إلى السببين الأكثر شيوعًا، تتمثل الأسباب الأخرى الأقل شيوعًا في حدوث نزف خلال أو بعد العملية الجراحية، أو تمزق الأبهر البطني أو تمزق أم دم البطين الأيسر، أو الناسور الأبهري المعوي، أو التهاب البنكرياس النزفي أو علاجي المنشأ، عند أخذ خزعة بشكل غير مقصود لتشوه شرياني وريدي على سبيل المثال، أو تآكل الخراج أو الورم في الأوعية الرئيسية، ونزوف ما بعد الولادة، والنزوف الرحمية أو المهبلية الناتجة عن العدوى، أو الأورام، أو التمزق، أو النزف الصفاقي العفوي الناتج عن وجود أهبة للنزف، أو تمزق الورم الدموي.